# Rhesala inconspicua
Rhesala inconspicua är en fjärilsart som beskrevs av Rothschild 1916. Rhesala inconspicua ingår i släktet Rhesala och familjen nattflyn. Inga underarter finns listade.